# 不韋縣
不韋縣，古代行政區。
不韋縣始設於前109年西漢元封年間，不韋建縣之前，屬西南夷的國土。南越宰相呂嘉反漢，被漢朝伏波將軍路博德平定並斬首，漢武帝於是把呂嘉親人流放此地，武帝認為呂嘉是呂不韋的後代，取「秦始皇流放呂不韋」的典故，稱「不韋縣」。
漢武帝時擴張了漢朝西南方的領土，設置了益州郡，不韋縣成為益州郡最西端的縣份。68年東漢永平年間哀牢國內附之後，不韋縣從益州郡劃出與其他七縣合為永昌郡，不韋縣成為永昌郡的郡治。